# Harzeiben
Die Harzeiben (Dacrydium) sind eine Pflanzengattung aus der Familie der Steineibengewächse (Podocarpaceae). Der botanische Gattungsname leitet sich von griechisch dakra für „Träne“ ab und nimmt angeblich Bezug auf das Holz.

## Verbreitung
Die Verbreitung der Gattung reicht vom Süden gesehen von Neuseeland nach Neukaledonien, den Inseln von Fidschi und den Salomonen bis nach Neuguinea, Indonesien und den Philippinen, weiter bis Thailand und bis ins südliche China als nördlichstes Areal.

## Beschreibung
Dacrydium-Arten sind Bäume oder Sträucher. Die Laubblätter junger Pflanzen sind anders geformt als die an älteren Pflanzen. Die Laubblätter junger Pflanzen sind breit, die älterer Pflanzen sind nadel- oder schuppenförmig.
Sie sind zweihäusig getrenntgeschlechtig (diözisch).
Die ungestielten männlichen Zapfen stehen einzeln, end- oder achselständig an den Zweigen. Bei den endständig an den Zweigen stehenden weiblichen Zapfen ist normalerweise nur eine Zapfenschuppe fertil, es wird bei erfolgter Befruchtung also jeweils nur ein Samen gebildet. Die Samen sind von einem Epimatium teilweise umgeben und reifen innerhalb eines Jahres. Das Epimatium und das Podocarpium sind bei einigen Arten bei Reife fleischig und leuchtend gefärbt.

## Nutzung
Das gelbe bis rötliche Holz ist manchmal schön gemasert. Es wird unter anderem zum Hausbau und Möbelbau genutzt.

## Systematik

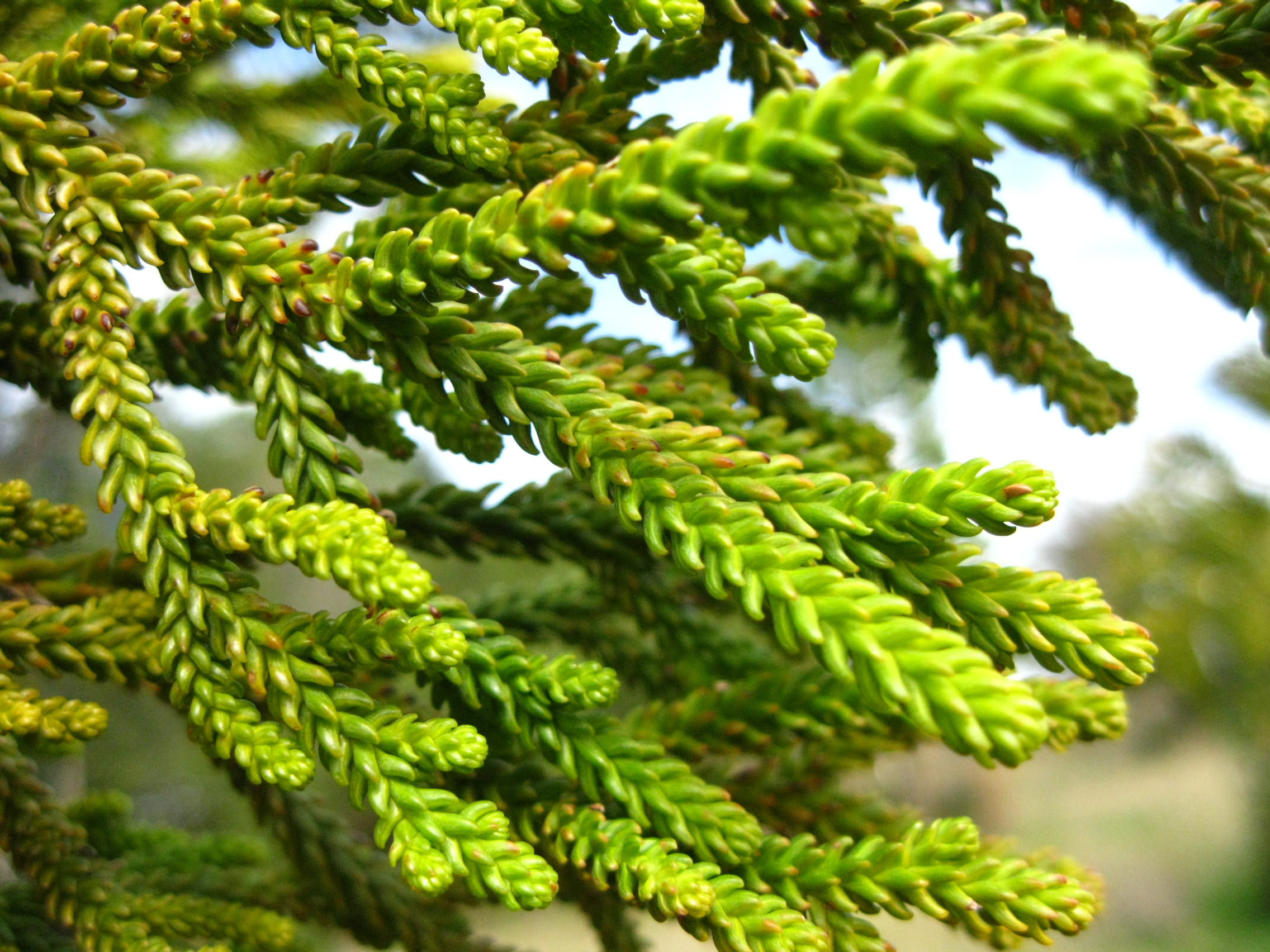
Dacrydium balansae

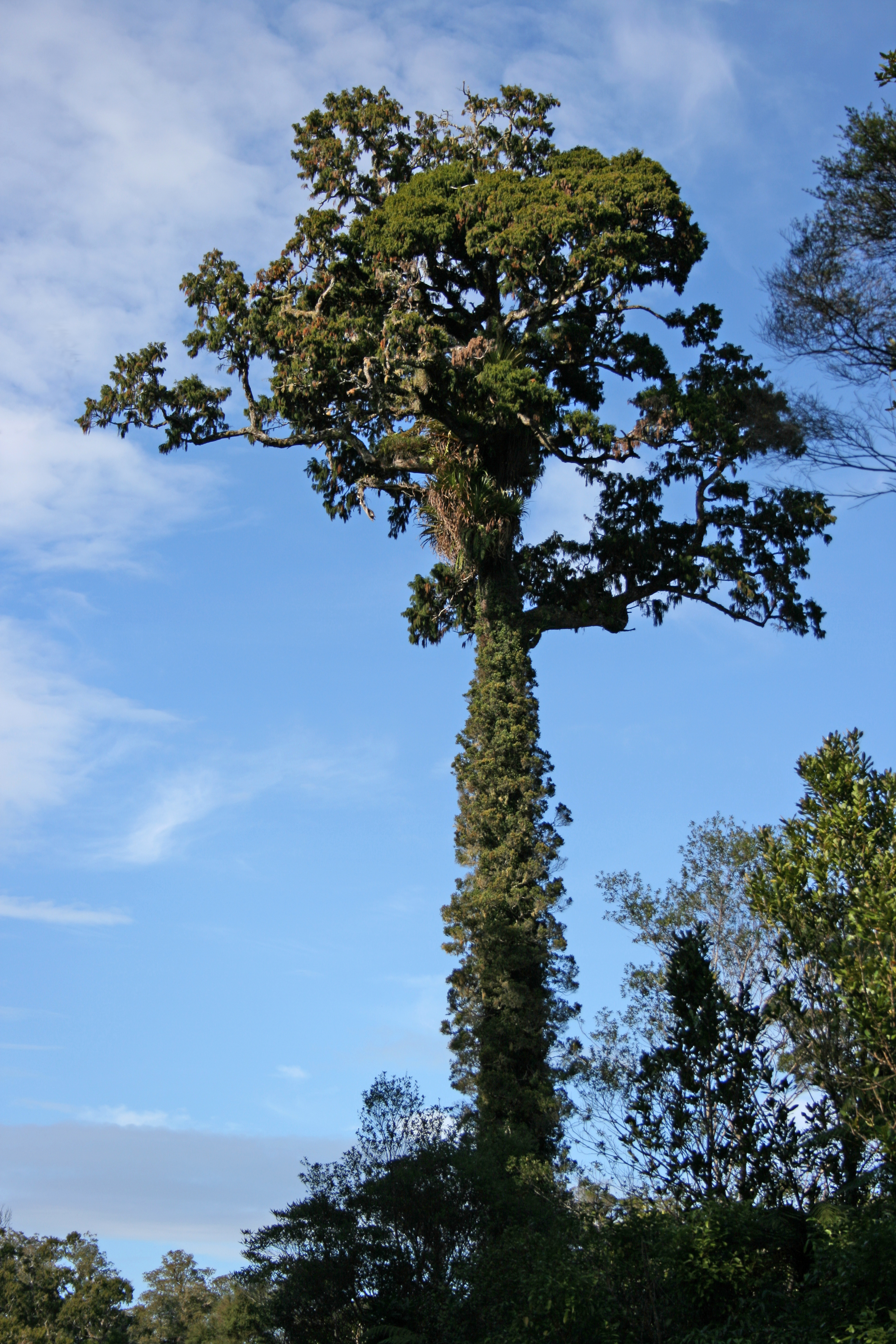
Rimu-Harzeibe (Dacrydium cupressinum) in Neuseeland

Die alte Gattung Dacrydium wurde 1982 (siehe Lit.) aufgeteilt in Falcatifolium,  Lepidothamnus, Lagarostrobos, Halocarpus und in Dacrydium.
Es gibt heute 16 bis 20 Dacrydium-Arten:    
- Dacrydium araucarioides Brongn. & Griseb.: Sie kommt im südöstlichen Neukaledonien vor.[2]
- Dacrydium balansae Brongn. & Griseb.: Sie kommt in Neukaledonien vor.[2]
- Dacrydium beccarii Parl.: Sie kommt von Malesien bis zu den Salomonen vor.[2]
- Dacrydium comosum Corner: Sie kommt auf der Malaiischen Halbinsel vor.[2]
- Dacrydium cornwallianum de Laub.: Sie kommt in Neuguinea vor.[2]
- Rimu-Harzeibe (Dacrydium cupressinum Sol. ex G.Forst.), Heimat: Neuseeland.[2]
- Breite Harzeibe (Dacrydium elatum (Roxb.) Wall. ex Hook.), Heimat: Malaysia, Sumatra, Borneo, Laos, Thailand, Vietnam, Kambodscha, Guangxi und die Philippinen.[2]
- Dacrydium ericoides de Laub.: Sie kommt in Sarawak vor.[2]
- Dacrydium gibbsiae Stapf: Sie kommt in Borneo vor.[2]
- Dacrydium gracile de Laub.: Sie kommt in Borneo vor.[2]
- Dacrydium guillauminii J.Buchholz: Sie kommt in Neukaledonien vor.[2]
- Dacrydium leptophyllum (Wasscher) de Laub.: Sie kommt im westlichen Neuguinea vor.[2]
- Dacrydium lycopodioides Brongn. & Griseb.: Sie kommt im südöstlichen Neukaledonien vor.[2]
- Dacrydium magnum de Laub.: Sie kommt von Neuguinea bis zu den Salomonen und auf den Molukken vor.[2]
- Dacrydium medium de Laub.: Sie kommt von der Malaiischen Halbinsel bis zum nördlichen Sumatra vor.[2]
- Dacrydium nausoriense de Laub.: Sie kommt im westlichen Viti Levu vor.[2]
- Dacrydium nidulum de Laub.: Sie kommt von Sumba bis Fidschi vor.[2]
- Dacrydium novoguineense Gibbs: Sie kommt in Neuguinea vor.[2]
- Dacrydium pectinatum de Laub.: Sie kommt von Hainan bis Sumatra vor.[2]
- Dacrydium spathoides de Laub.: Sie kommt im westlich-zentralen Neuguinea vor.[2]
- Dacrydium xanthandrum Pilg.: Sie kommt von Malesien bis zu den Salomonen vor.[2]

Folgende Hybride ist bekannt:
- Dacrydium ×  suprinii Nimsch (Dacrydium araucarioides ×  Dacrydium guillauminii); sie wurde in Neukaledonien gefunden.[3]